# Kitnijot
Kitnijot (hebräisch קִטְנִיּוֹת) bedeutet Hülsenfrüchte. Während Pessach hat der Begriff eine besondere Bedeutung, denn die Tora verbietet Juden, während Pessach Chametz zu essen. Chametz ist definiert als Nahrungsmittel aus den fünf Getreidearten Weizen, Hafer, Roggen, Gerste und Dinkel, das bei seiner Herstellung mehr als 18 Minuten mit Wasser in Berührung war, ohne gebacken worden zu sein.  Lebensmittel aus anderen Arten gelten zwar streng genommen nicht als Chametz. Jedoch besteht unter den orthodoxen aschkenasischen und einigen sephardischen Juden der Brauch (hebräisch מנהג Minhag), während Pessach nicht nur Produkte der fünf genannte Getreidearten, sondern auch andere Körner und Hülsenfrüchte, die als Kitnijot bekannt sind, nicht zu verzehren. Das Verbot umfasst Reis und Mais (damit auch Polenta), Sonnenblumenkerne und Sesamsamen, Kichererbsen (und damit Hummus) und Hülsenfrüchte wie Bohnen, Erbsen und Linsen. Auch alkoholische Getränke, die aus Getreide hergestellt werden, etwa Bier oder Whiskey, sind ebenfalls Chametz. Die Traditionen, was als Kitnijot bezeichnet wird, variieren in sephardischen Gemeinden. Einige sephardische und jemenitische Juden haben traditionell kein Verbot des Essens von Kitnijot an Pessach eingehalten, obwohl einige Gruppen während Pessach auf die Verwendung von getrockneten Hülsenfrüchten verzichten.
Das halachische Argument gegen das Essen von Kitnijot während Pessach hat seinen Ursprung im frühmittelalterlichen Frankreich und in der Provence und blühte später im hochmittelalterlichen aschkenasischen Rheinland in Deutschland auf.
Im Gegensatz zu den fünf Getreidesorten – selbst deren Besitz ist während des Pessachfestes verboten – gibt es keine Verpflichtung, Kitnijot vor Pessach zu vernichten oder zu verkaufen.